# TrES-4b
TrES-4是一個環繞著GSC 02620-00648的太陽系外行星，位在武仙座，距離地球1400光年，它不尋常的一點是，它的密度極為的低，只有0.2g/cm3，但是它的表面溫度才1300℃，這還不夠熱到讓它膨脹到這種地步，或許行星本生的內熱可以解決這問題。